# المحدودة (ملحان)

تعديل مصدري - تعديل

المحدودة هي إحدى قرى عزلة بدح بمديرية ملحان التابعة لمحافظة المحويت، بلغ تعداد سكانها 766 نسمة حسب تعداد اليمن لعام 2004.